# Monte-Carlo Rolex Masters 2009
Monte-Carlo Rolex Masters 2009 — 103-й розыгрыш ежегодного профессионального теннисного турнира среди мужчин, проводящегося во французском городе Рокебрюн—Кап-Мартен и являющегося частью тура ATP в рамках серии ATP Masters 1000. Турнир прошёл с 11 по 19 апреля на кортах Monte-Carlo Country Club. Соревнование продолжало околоевропейскую серию грунтовых турниров, подготовительную к майскому Roland Garros.
Прошлогодние победители:
- в одиночном разряде —  Рафаэль Надаль
- в парном разряде —  Рафаэль Надаль и  Томми Робредо

## Соревнования

### Одиночный турнир
Рафаэль Надаль обыграл  Новака Джоковича со счётом 6-3, 2-6, 6-1.
- Надаль выигрывает 3-й титул в сезоне и 34-й за карьеру в основном туре ассоциации.
- Джокович уступает 2-й финал в сезоне и 8-й за карьеру в основном туре ассоциации.

### Парный турнир
Даниэль Нестор /  Ненад Зимонич обыграли  Боба Брайана /  Майка Брайана со счётом 6-4, 6-1
- Нестор выигрывает 2-й титул в сезоне и 57-й за карьеру в основном туре ассоциации.
- Зимонич выигрывает 2-й титул в сезоне и 25-й за карьеру в основном туре ассоциации.